# Centruroides sissomi
Espèce
Centruroides sissomi est une espèce de scorpions de la famille des Buthidae.

## Distribution
Cette espèce est endémique du Quintana Roo au Mexique.

## Description
La femelle holotype mesure 29,00 mm.

## Étymologie
Cette espèce est nommée en l'honneur de William David Sissom.

## Publication originale
- Armas, 1996 : « Presence of Centruroides schmidti Sissom in south east Mexico and description of two new species (Scorpiones: Buthidae). » Revista Nicaraguense de Entomologia, vol. 36, no , p. 21-33 (texte intégral).